# Ràdio Televisió Cardedeu
Ràdio Televisió Cardedeu (anomenada també RTVCardedeu, o RTVC) és la primera televisió local de Catalunya i d'Espanya. Encara que es va començar a planificar l'any 1979, la primera emissió es va fer el 7 de juny de 1980. El 23 de juny de 1981 Radiotelevisió Cardedeu va inaugurar les seves emissions regulars amb un programa especial. La Televisió de Cardedeu es manté gràcies a les aportacions econòmiques de molts cardedeuencs que en són socis i de l'Ajuntament de Cardedeu.
L'any 1979 feia deu anys que se celebraven les Nits de Jazz de Cardedeu, que portaven molta activitat i repercussió al poble, i van resultar crucials perquè pogués néixer RTVCardedeu. Des de l'agost de 1979 ja existia a Cardedeu una entitat anomenada Ràdio Borrego(el nom fa referència a les pastes típiques del poble) que retransmetia alguns dels esdeveniments culturals que tenien lloc a Cardedeu. Va ser un dels seus membres, Jaume Rodri, qui va tenir la iniciativa de voler posar imatges a les emissions que ja feien des de feia uns mesos. L'essència que des d'un principi va marcar el projecte va ser la convicció que l'emissora havia de ser un servei públic, un mitjà comunitari fet per i per a la gent. Es volia que les entitats del poble poguessin expressar-se a través d'aquest mitjà i a part que es convertís en un canal de comunicació directe entre tots els habitants del poble, amb una visió crítica i objectiva de la realitat.
RTVC ha estat sempre una televisió independent de publicitat o patrocinadors que volguessin utilitzar l'emissora per al benefici propi, igual que també es va voler mantenir independent respecte grups polítics, institucions o empreses privades. Aquesta idea tan ferma de voler crear una emissora propietat del poble va fer que sorgís la idea de posar a la venda participacions de 5.000 pessetes de manera que fos la mateixa població qui ajudés a subvencionar el mitjà.
El 7 de juny de 1980 es va emetre la primera emissió de RTVCardedeu. L'emissió va durar un total de dues hores, al llarg de les quals es va dur a terme un debat sobre com havia de ser el projecte de la televisió local. En les intervencions del debat també es va reiterar en la importància de parlar en català a la televisió, com a culminació de la seva normalització. Per molt que l'emissió durés només dues hores va ser un fet històric; es va trencar el monopoli de la televisió a l'Estat espanyol.
En un inici semblava que s'havia de celebrar una gran festa al voltant d'aquesta inauguració, però la jornada va canviar dràsticament quan es van presentar al municipi dos membres de la Guàrdia Civil juntament amb dos enginyers de Televisió Espanyola amb l'ordre de clausurar l'emissora. L'antena es va haver de desmuntar, però com que el material usat per gravar era suposadament gravat no van poder-lo requisar. Davant la falta de recursos econòmics, el gener de 2013 TV Cardedeu va deixar d'emetre l'informatiu setmanal que emetia des de feia 32 anys i l'abril de 2013 va llançar una campanya de micromecenatge per tal d'aconseguir 6000 euros i fer front a la crítica situació econòmica:
| « | Aquest projecte de micromecenatge fa tornar als inicis, quan el 1980 posàvem en marxa la primera televisió local a Catalunya i a la resta de l'Estat i ho fèiem recollint les aportacions de la gent del poble de 5.000 pessetes | » |